# Dipartimento di Berón de Astrada
Berón de Astrada è un dipartimento argentino, situato nella parte settentrionale della provincia di Corrientes, con capoluogo San Antonio de Itatí.
Esso confina con i dipartimenti di Itatí, San Luis del Palmar e General Paz, e con la repubblica del Paraguay.
Secondo il censimento del 2001, su un territorio di 804 km², la popolazione ammontava a 2.294 abitanti, con un aumento demografico dello 0,61% rispetto al censimento del 1991.
Il dipartimento comprende un unico comune, quello del capoluogo Berón de Astrada.